# Buffy the Vampire Slayer: Chaos Bleeds
«Баффи — истребительница вампиров: Просачивающийся хаос» (англ. Buffy the Vampire Slayer: Chaos Bleeds) — видео-игра 2003 года, четвёртая в серии игр по мотивам успешного мистического телесериала «Баффи — истребительница вампиров». Первая многоплатформенная игра во всей франшизе, а также первая, в который игрок может управлять не только Баффи Саммерс, но и другими персонажами.

## Сюжет
Баффи Саммерс узнаёт, что Итан Рейн как-то связан с Изначальным злом, проявляющим чересчур большую активность в Саннидэйле. Баффи и её друзья пытаются помещать ордам вампиром, зомби и прочей нежити повергнуть мир во тьму. Герои оказываются в различных реальностях, где встречают старых и новых друзей и врагов.

## Связь с сериалом
Действие игры происходит во время 5 сезона телевизионного шоу. Судя по диалогам, события происходят уже после смерти Джойс Саммерс, но до того, как Глори сводит с ума Тару. Кроме того, Спайк относится к Баффи и её друзьям более или менее дружелюбно.
В игре есть много отсылок к событиям обоих сериалов, в частности заключение Фэйт в тюрьме и прошлое Джайлза, известного как Потрошитель. В игре появляются персонажи сериала — марионетка Сид, демон Какистос, и Аня, а точнее Аньянка — демон мести.

## Роли озвучивали
- Жизель Лорен — Баффи Саммерс / Аня Дженкинс
- Николас Брендон — Ксандер Харрис
- Кэри Вуэр — Уиллоу Розенберг
- Энтони Стюарт Хэд — Руперт Джайлз
- Эмбер Бэнсон — Тара Маклэй
- Джеймс Марстерс — Спайк
- Элайза Душку — Фэйт Лахэйн
- Джереми Робертс — Какистос
- Робин Сакс — Итан Рейн / Изначальное Зло
- Том Вайнер — Марионетка Сид
- Карен Страссмэн — Кассандра Рейн
- Джосс Уэдон — Озвучил сам себя
- Даниэль Вазинова — Анджела
- Дэйв Витенберг — Вампиры
- Эрик Брэдли — Вампиры, дополнительные голоса

А также: Том Бордон, Дженна Макари, Дэйв Маррухо и Эрика Робледо.

## Уровни
Всего в игре 12 уровней:
- Магическая шкатулка (англ. Magic Box)
- Кладбище (англ. Cemetery)
- Фабрика (англ. Blood Factory)
- Магическая шкатулка (англ. Magic Box Revisited)
- Пригород Саннидэйла (англ. Downtown Sunnydale)
- Городская больница (англ. Sunnydale Hospital)
- Школа (англ. High School)
- Старый карьер (англ. Old Quarry)
- Инициатива (англ. The Initiative)
- Торговый центр (англ. Sunnydale Mall)
- Городской зоопарк (англ. Sunnydale Zoo)
- Логово Изначального (англ. The First's Lair)

## Продукция по игре
Издательство Dark Horse опубликовало одноименный комикс-приквел к игре, в котором Баффи с друзьями сталкиваются с вампирами семьи Горч (комикс подтверждает, что действие происходит во время 5 сезона), а границы между мирами стёрлись, позволяя их обитателям свободно перемещаться из одной реальности в другую. Авторами комикса стали сценаристы игры — Кристофер Голден (англ. Christopher Golden) и Том Снигоски (англ. Tom Sniegoski).
Кроме того Джеймс Мур (англ. James A. Moore) написал роман-адаптацию по сюжету игры.

## Оценки
| Сводный рейтинг    | Сводный рейтинг | Сводный рейтинг | Сводный рейтинг |
| Издание            | Оценка          | Оценка          | Оценка          |
| Издание            | GC              | PS2             | Xbox            |
| ------------------ | --------------- | --------------- | --------------- |
| GameRankings       | 74,40 %         | 72,54 %         | 73,57 %         |
| Metacritic         | 75/100          | 72/100          | 73/100          |
| Иноязычные издания |                 |                 |                 |
| Издание            | Оценка          | Оценка          | Оценка          |
| Издание            | GC              | PS2             | Xbox            |
| AllGame            | N/A             | N/A             | [ 7 ]           |
| EGM                | 6,17/10         | 6,17/10         | 6,17/10         |
| Eurogamer          | N/A             | 5/10            | N/A             |
| Famitsu            | N/A             | N/A             | 24/40           |
| Game Informer      | N/A             | 8,25/10         | 8/10            |
| GamePro            | [ 13 ]          | N/A             | N/A             |
| GameRevolution     | C               | C               | C               |
| GameSpot           | 8,2/10          | 8,2/10          | 8,2/10          |
| GameSpy            | [ 16 ]          | [ 17 ]          | [ 18 ]          |
| GameZone           | 7,4/10          | 8,2/10          | N/A             |
| IGN                | 7,7/10          | 7,7/10          | 7,7/10          |
| Nintendo Power     | 4,1/5           | N/A             | N/A             |
| OPM                | N/A             | [ 23 ]          | N/A             |
| OXM                | N/A             | N/A             | 8,8/10          |
| Maxim              | 8/10            | 8/10            | 8/10            |

Версия для Gamecube получила положительные отзывы от критиков. Остальные версии были хорошо восприняты, но получили немного ниже оценки.